# مسيرة برية
المُسيَّرات البرية أو العربات البرية غير المؤهولة أو مركبات أرضية مسيرة هي عربات لا يكون على متنها سائق. يمكن تقسيم هذه العربات على عدة أسس كالوظيفة أو طريقة الدفع أو درجة التحكم الذاتي. فهناك عربات تكون متحكم فيها عن بعد كما أنه هناك عربات أخرى ذاتية التحكم بالإضافة إلى المزيج بين الحالتين. أما بالنسبة للدفع فإن استعمال العجلات والسلاسل هو الشائع في هذه العربات بالإضافة إلى التنقل عن طريق الأرجل إلا أن العربات من النوع الأخير كثيرا ما تسمى روبوت مع أن هذا الوصف يمكن سحبه على كل العربات من هذا النوع. ويعتبر العسكريون من أهم المشجعين والدافعين إلى تطوير هذه التكنولوجيا مما ينعكس في أن أغلب التطبيقات أو دراسات التطبيقات لها حاليا هي في الميدان العسكري. حيث تشجع الداربا مثلا هذه البحوث بتنظيمها سنويا سباق داربا الكبير حيث تشارك الجامعات والشركات الخاصة بأحدث ما أنتجته في ميدان التحكم الذاتي بعربات غير مؤهولة عليها قطع أكثر من 800 كلم تقريبا بدون تدخل الإنسان والوصول إلى الهدف قبل غيرها من العربات.

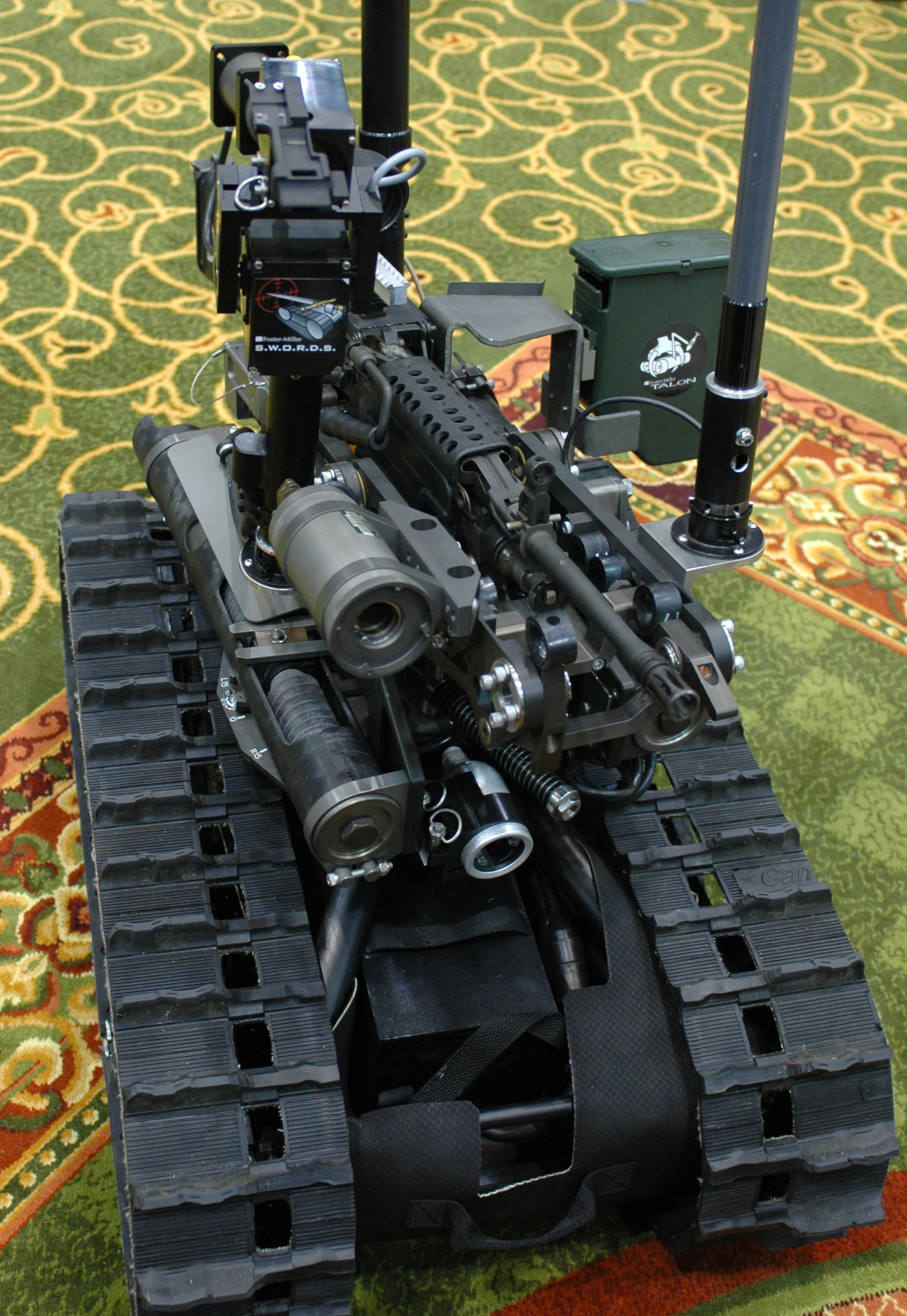
تعليق
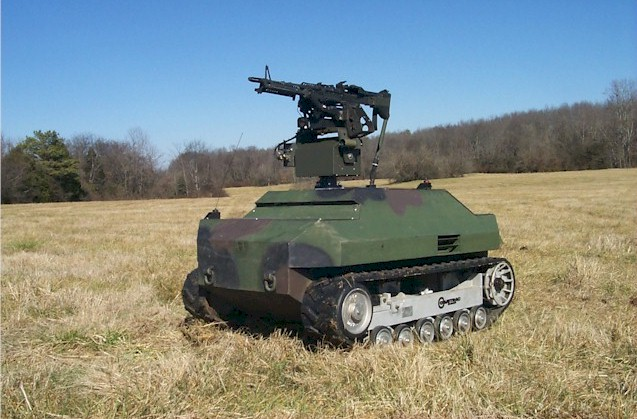
تعليق
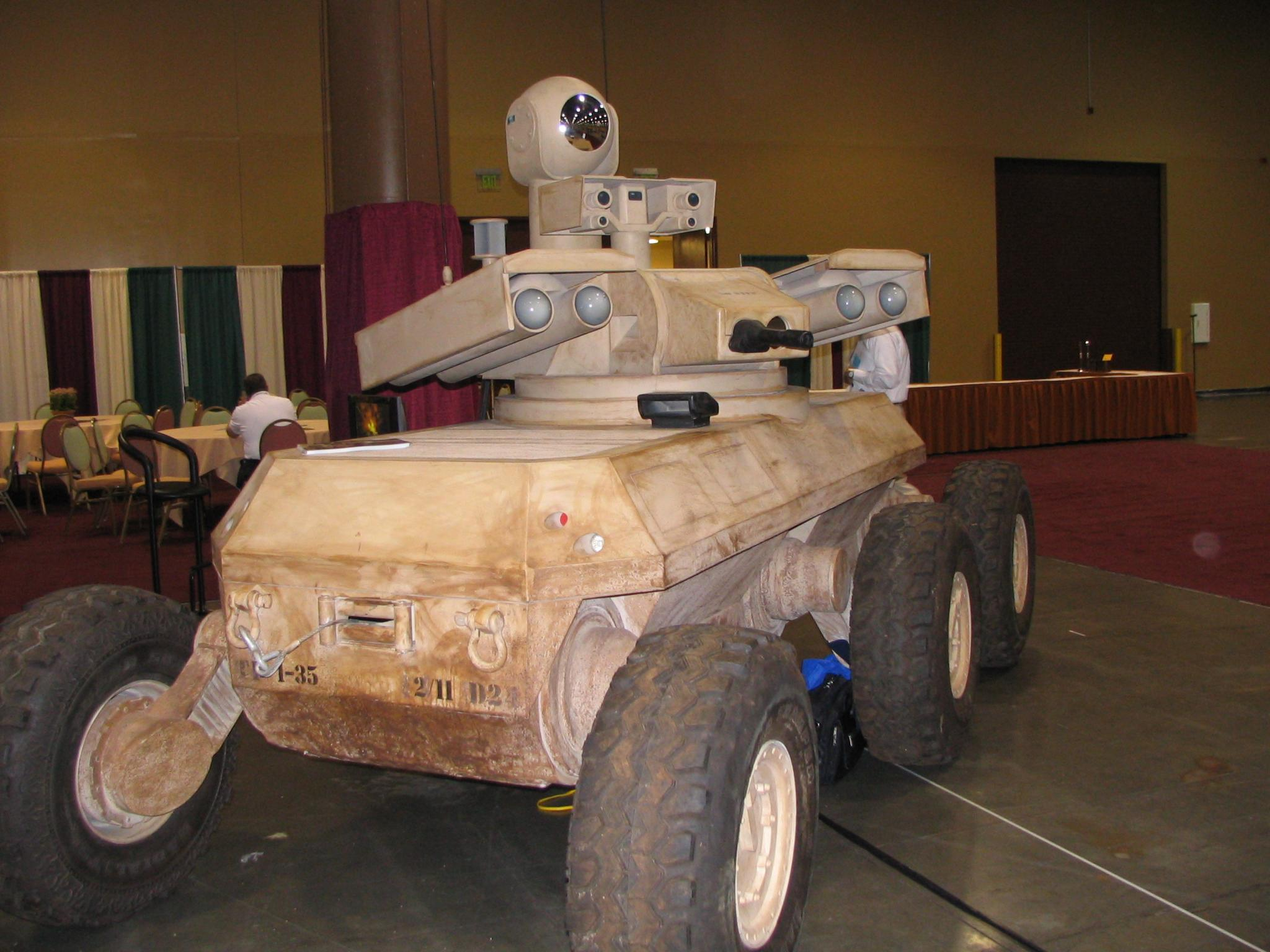
تعليق
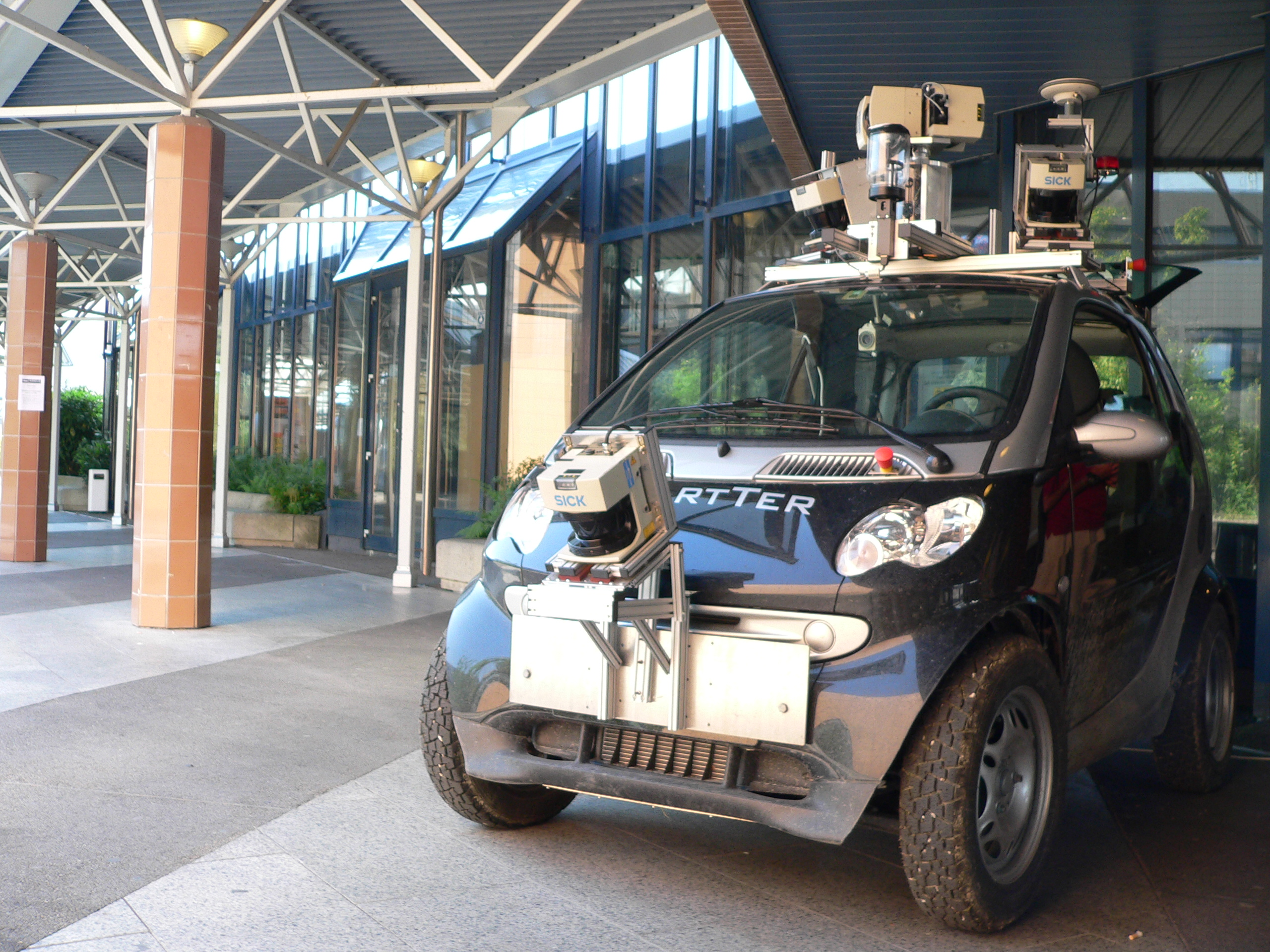